# كرايوفا

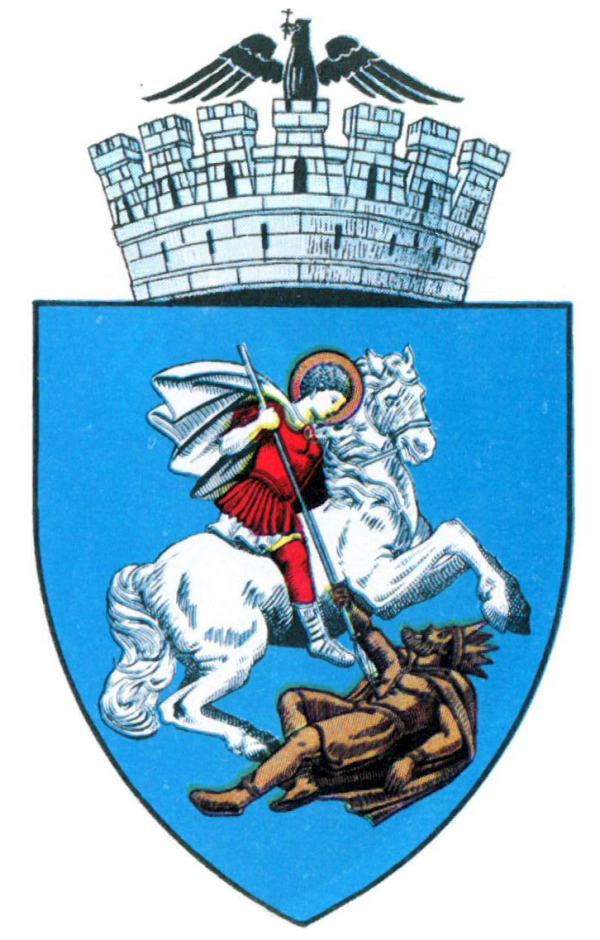
شعار المدينة

كرايوفا (بالرومانية: Craiova) مدينة جنوبي رومانيا تبعد عن بوخارست 227 كم، عاصمة محافظة دولج في إقليم أولتينيا. تقع على نهر جيو، عدد سكانها تقريبا 300.000 نسمة حسب إحصائيات 2008، وهي إحدى المدن الصناعية والزراعية في رومانيا وتمتاز بكترة المصادر المائية العذبة وهي إحدى أقدم المدن في مجال التعليم.

## المناخ
يظهر الجدول التالي التغييرات المناخية على مدار السنة لكرايوفا:
| البيانات المناخية لـكرايوفا                                                                       | البيانات المناخية لـكرايوفا | البيانات المناخية لـكرايوفا | البيانات المناخية لـكرايوفا | البيانات المناخية لـكرايوفا | البيانات المناخية لـكرايوفا | البيانات المناخية لـكرايوفا | البيانات المناخية لـكرايوفا | البيانات المناخية لـكرايوفا | البيانات المناخية لـكرايوفا | البيانات المناخية لـكرايوفا | البيانات المناخية لـكرايوفا | البيانات المناخية لـكرايوفا | البيانات المناخية لـكرايوفا |
| الشهر                                                                                             | يناير                       | فبراير                      | مارس                        | أبريل                       | مايو                        | يونيو                       | يوليو                       | أغسطس                       | سبتمبر                      | أكتوبر                      | نوفمبر                      | ديسمبر                      | المعدل السنوي               |
| ------------------------------------------------------------------------------------------------- | --------------------------- | --------------------------- | --------------------------- | --------------------------- | --------------------------- | --------------------------- | --------------------------- | --------------------------- | --------------------------- | --------------------------- | --------------------------- | --------------------------- | --------------------------- |
| الدرجة القصوى °م (°ف)                                                                             | 16.8 (62.2)                 | 21.4 (70.5)                 | 28.4 (83.1)                 | 31.8 (89.2)                 | 35.3 (95.5)                 | 37.8 (100.0)                | 40.4 (104.7)                | 40.8 (105.4)                | 40.1 (104.2)                | 34.4 (93.9)                 | 23.5 (74.3)                 | 18.4 (65.1)                 | 40.8 (105.4)                |
| متوسط درجة الحرارة الكبرى °م (°ف)                                                                 | 2.8 (37.0)                  | 5.5 (41.9)                  | 11.2 (52.2)                 | 17.7 (63.9)                 | 23.5 (74.3)                 | 27.2 (81.0)                 | 29.7 (85.5)                 | 29.4 (84.9)                 | 24.3 (75.7)                 | 17.4 (63.3)                 | 9.3 (48.7)                  | 3.4 (38.1)                  | 16.8 (62.2)                 |
| المتوسط اليومي °م (°ف)                                                                            | −1.1 (30.0)                 | 0.8 (33.4)                  | 5.6 (42.1)                  | 11.6 (52.9)                 | 17.1 (62.8)                 | 20.8 (69.4)                 | 22.9 (73.2)                 | 22.4 (72.3)                 | 17.5 (63.5)                 | 11.5 (52.7)                 | 5.0 (41.0)                  | 0.0 (32.0)                  | 11.2 (52.2)                 |
| متوسط درجة الحرارة الصغرى °م (°ف)                                                                 | −4.1 (24.6)                 | −2.8 (27.0)                 | 1.4 (34.5)                  | 6.3 (43.3)                  | 11.3 (52.3)                 | 14.6 (58.3)                 | 16.5 (61.7)                 | 16.3 (61.3)                 | 12.1 (53.8)                 | 7.0 (44.6)                  | 1.7 (35.1)                  | −2.7 (27.1)                 | 6.5 (43.7)                  |
| أدنى درجة حرارة °م (°ف)                                                                           | −30.5 (−22.9)               | −27.4 (−17.3)               | −19.4 (−2.9)                | −4.4 (24.1)                 | −2.0 (28.4)                 | 4.4 (39.9)                  | 7.5 (45.5)                  | 6.4 (43.5)                  | −2.0 (28.4)                 | −6.0 (21.2)                 | −14.8 (5.4)                 | −24.1 (−11.4)               | −30.5 (−22.9)               |
| الهطول مم (إنش)                                                                                   | 37.0 (1.46)                 | 33.7 (1.33)                 | 38.7 (1.52)                 | 50.9 (2.00)                 | 61.6 (2.43)                 | 70.1 (2.76)                 | 66.2 (2.61)                 | 52.1 (2.05)                 | 43.2 (1.70)                 | 42.1 (1.66)                 | 49.1 (1.93)                 | 52.1 (2.05)                 | 596.8 (23.50)               |
| متوسط تساقط الثلوج سم (إنش)                                                                       | 13.7 (5.4)                  | 11.7 (4.6)                  | 6.6 (2.6)                   | 2.5 (1.0)                   | 0.0 (0.0)                   | 0.0 (0.0)                   | 0.0 (0.0)                   | 0.0 (0.0)                   | 0.0 (0.0)                   | 2.5 (1.0)                   | 7.9 (3.1)                   | 10.2 (4.0)                  | 55.1 (21.7)                 |
| متوسط أيام هطول الأمطار (≥ 0.1 mm)                                                                | 10.5                        | 9.3                         | 10.5                        | 11.2                        | 11.2                        | 10.6                        | 8.6                         | 7.4                         | 7.6                         | 7.8                         | 10.7                        | 11.8                        | 117.2                       |
| متوسط الرطوبة النسبية (%)                                                                         | 89                          | 87                          | 81                          | 75                          | 75                          | 75                          | 73                          | 72                          | 73                          | 80                          | 88                          | 91                          | 80                          |
| ساعات سطوع الشمس الشهرية                                                                          | 82                          | 117                         | 159                         | 200                         | 261                         | 278                         | 308                         | 295                         | 219                         | 162                         | 93                          | 68                          | 2٬242                       |
| المصدر #1: المنظمة العالمية للأرصاد الجوية, Ogimet (mean temperatures and sun 1981–2010)          |                             |                             |                             |                             |                             |                             |                             |                             |                             |                             |                             |                             |                             |
| المصدر #2: NOAA (snowfall 1961–1990), الأرصاد الجوية الألمانية (extremes and humidity, 1973–1992) |                             |                             |                             |                             |                             |                             |                             |                             |                             |                             |                             |                             |                             |

## توأمة
لكرايوفا اتفاقيات توأمة مع كل من:
- باتراس [9]
- كووبيو
- ليون
- نانتير
- شيان
- إسكوبية
- فراتسا
- فيغيراس
- فرارة

## أعلام
- أدريان إيلي
- بافل باديا
- سيلفيو لونغ جونيور
- جان نيغلسكو
- غابرييل بوبيسكو